# Cephalobus longicaudatus
Cephalobus longicaudatus (syn. Tricephalobus longicaudatus) is een rondwormensoort. De wetenschappelijke naam van de soort is voor het eerst geldig gepubliceerd in 1873 door Bütschli.